# Graham Kavanagh
Pour les personnes ayant le même patronyme, voir Kavanagh.
Graham Kavanagh, né le 2 décembre 1973 à Dublin, est un footballeur international irlandais. Il évolue au poste de milieu de terrain. Au terme de sa carrière de joueur, il devient entraîneur de football. Graham Kavanagh a joué 54 matchs de première division anglais et plus de 200 matchs de 2e division anglaise. Il a été sélectionné à 16 reprises en équipe d'Irlande.

## Carrière
Graham Kavanagh commence le football au Home Farm Football Club. Basé dans le quartier de Whitehall au nord de Dublin ce club est un des grands clubs formateur d'Irlande. Une trentaine d'internationaux sont issus de ses rangs. Quand Kavanagh fréquente les équipes de jeunes, Home Farm possède encore une équipe senior qui joue dans le championnat irlandais. 

### En club
A 17 ans, il est recruté par le club anglais de Middlesbrough Football Club. Même s'il débute très jeune dans l'équipe première, il a du mal à se faire une place pérenne dans l'effectif senior du club. Après cinq saisons comprenant plusieurs prêts de courtes durées, il est recruté par le Stoke City Football Club pour la somme de 250 000 £. Lors de la saison 1996-1997 il fait 41 apparitions dans l'équipe et marque 4 buts. En 1997-1998, même si Stoke est relégué en troisième division, il marque 10 buts. La saison suivante il est le meilleur buteur du club avec 13 buts, mais cela ne suffit pas pour permettre à Stoke de remonter en deuxième division. Stoke rate deux fois consécutivement la promotion en deuxième division en perdant lors des barrages d'abord contre Gillingham puis contre Wallsall. Par contre Stoke City remporte le Football League Trophy, une coupe réservée aux clubs de troisième et quatrième division, en 2000 en battant Bristol City en finale deux buts à un, Kavanagh marque le premier but de son équipe.
Entre 1998 et 2003, Graham Kavanagh est systématiquement élu dans l'équipe de l'année de la troisième division anglaise. 
Graham Kavanagh rejoint le Cardiff City Football Club en juillet 2001 pour une somme d'un million de livres sterling. Il poursuit sur sa lancée de ses dernières saisons à Stoke en marquant quinze buts lors de la première saison. La deuxième saison voit son club promu en deuxième division grâce à une victoire en finale des barrages contre les Queens Park Rangers. Cette année là il s'illustre particulièrement lors des rencontres de coupe : un but au troisième tour lors de la victoire sur Leeds United qui évolue alors en première division anglaise et un but lors de la victoire en finale de la Coupe de l'association de football du pays de Galles contre le grand rival gallois le Swansea City Association Football Club.
Au cours de la saison 2004-2005 Sam Hamman, propriétaire du club de Cardiff, annonce que son club est en proie à de graves difficultés financières. De fait il doit vendre des joueurs pour tenter de limiter les pertes. Graham Kavanagh fait partie de ces joueurs de valeur qui sont cédés. Il est transféré pour un montant proche de 400 000 £ au Wigan Athletic Football Club. Il y reste trois saison et participe à la montée puis au maintien en première division anglaise.
Les 31 août 2006 il signe ensuite un contrat de trois ans avec le Sunderland Association Football Club dirigé alors par son compatriote et ancien international Roy Keane pour 500 000 £. Lors de sa saison au club il ne joue qu'épisodiquement, quatorze matchs seulement, en raison de blessures récurrentes. En septembre 2007 il est prêté à Sheffield Wednesday dans l'espoir de retrouver sa forme physique. ce prêt est prolongé en janvier 2008 jusqu'à la fin de la saison.
Le 10 octobre 2008, âgé de 34 ans, Graham Kavanagh rejoint le Carlisle United Football Club d'abord sous la forme d'un prêt d'un mois, prêt prolongé de la même durée pour être ensuite étendu au reste de la saison. Kavanagh retrouve du rythme et joue une trentaine de matchs au cours de la saison. Colchester United lui propose un contrat pérenne. Il reste au club jusqu'en 2001 date à laquelle il prend sa retraite de footballeur professionnel.

### En équipe nationale
Les premiers contacts de Graham Kavanagh avec la sélection irlandaise se font avec les Espoirs en 1992 et 1993] il est sélectionné à cinq reprises.
Il faut attendre 1998 pour que Kavanagh soit sélectionné en équipe Senior. C'est Mick McCarthy qui lui donne sa première cape. Cette première sélection se déroule le 25 mars 1998 pour un match contre la République tchèque disputé à Olomouc. Kavanagh est remplaçant et entre à la 85e minute à la place de Lee Carsley. Ce jour-là un autre irlandais fait ses grands début en équipe irlandaise, un jeune homme âgé de 17 ans nommé Robbie Keane. Les Tchèques l'emportent 2-1.
Un an plus tard, le 29 avril 1999, il connait sa deuxième sélection et marque son premier et unique but sous le maillot vert irlandais. La rencontre a lieu à Lansdowne Road à Dublin et oppose les irlandais à la Suède. Kavanagh est de nouveau remplaçant. Cette fois-ci McCarthy le fait entrer dès la 46e minute. Kavanagh marque le premier but de son équipe à la 75e minute et l'Irlande s'impose par 2 buts à 0.
Graham Kavanagh joue sa seizième et dernière sélection le 16 août 2006. Il est alors joueur de Wigan Athletic. La rencontre se déroule à Landowne Road devant 42 400 spectateur et oppose pour un match amical l'Irlande aux Pays-Bas. Kavanagh est titulaire, mais Steve Staunton alors sélectionneur, le remplace à la mi-temps par Kevin Doyle. Les Pays-Bas s'imposent nettement 4-0 avec des buts de Klaas-Jan Huntelaar (2), Arjen Robben et Robin van Persie.
Au total il compte seize sélections en équipe nationale pour un but marqué.

### Entraîneur
Le 9 janvier 2009 Sunderland libère Graham Kavanagh de son contrat. Kavanagh s'engage immédiatement avec Carlisle United comme entraîneur-joueur. Après avoir arrêté définitivement sa carrière de joueur, il se lance dans la carrière d'entraineur. En 2013 il devient l'adjoint de Greg Abbott le manager du club. En septembre 2013 Abbott est licencié. La direction du club décide de choisir Kavanagh comme entraîneur intérimaire. A la fin de mois il est nommé manager avec un contrat de deux ans. Kavanagh reste en poste jusqu'en septembre 2014. En une année de management Kavanagh dirige 52 rencontres pour 13 victoires 14 matchs nuls et 25 défaites. Le club est relégué en quatrième division.

## Éléments statistiques
| Saison                | Club                       | Championnat           | Championnat | Championnat | Coupe(s) nationale(s) | Coupe(s) nationale(s) | Compétition(s) continentale(s) | Compétition(s) continentale(s) | Compétition(s) continentale(s) | République d'Irlande | République d'Irlande | Total | Total |
| Saison                | Club                       | Division              | M.          | B.          | M.                    | B.                    | Comp.                          | M.                             | B.                             | M.                   | B.                   | M.    | B.    |
| 1990-1991             | Home Farm FC               | First Division        | -           | -           | -                     | -                     | -                              | -                              | -                              | -                    | -                    | 0     | 0     |
| 1991-1992             | Middlesbrough FC           | Premier League        | -           | -           | -                     | -                     | -                              | -                              | -                              | -                    | -                    | 0     | 0     |
| 1992-1993             | Middlesbrough FC           | Premier League        | -           | -           | -                     | -                     | -                              | -                              | -                              | -                    | -                    | 0     | 0     |
| 1992-1993             | Darlington FC (prêt)       | Third Division        | 5           | 0           | -                     | -                     | -                              | -                              | -                              | -                    | -                    | 5     | 0     |
| 1993-1994             | Middlesbrough FC           | First Division        | 10          | -           | 2                     | -                     | -                              | -                              | -                              | -                    | -                    | 12    | 0     |
| 1994-1995             | Middlesbrough FC           | First Division        | 11          | 2           | 2                     | 1                     | -                              | -                              | -                              | -                    | -                    | 13    | 3     |
| 1995-1996             | Middlesbrough FC           | Premier League        | 7           | 1           | -                     | -                     | -                              | -                              | -                              | -                    | -                    | 7     | 1     |
| 1996-1997             | Stoke City FC              | First Division        | 38          | 4           | 3                     | -                     | -                              | -                              | -                              | -                    | -                    | 41    | 4     |
| 1997-1998             | Stoke City FC              | First Division        | 44          | 5           | 3                     | -                     | -                              | -                              | -                              | 1                    | -                    | 48    | 5     |
| 1998-1999             | Stoke City FC              | Second Division       | 36          | 11          | 4                     | 1                     | -                              | -                              | -                              | 2                    | 1                    | 42    | 13    |
| 1999-2000             | Stoke City FC              | Second Division       | 45          | 7           | 5                     | 1                     | -                              | -                              | -                              | -                    | -                    | 50    | 8     |
| 2000-2001             | Stoke City FC              | Second Division       | 43          | 7           | 7                     | -                     | -                              | -                              | -                              | -                    | -                    | 50    | 7     |
| 2001-2002             | Cardiff City               | Second Division       | 41          | 13          | 5                     | 2                     | -                              | -                              | -                              | -                    | -                    | 46    | 15    |
| 2002-2003             | Cardiff City               | Second Division       | 43          | 5           | 6                     | 1                     | -                              | -                              | -                              | -                    | -                    | 49    | 6     |
| 2003-2004             | Cardiff City               | First Division        | 30          | 7           | 2                     | -                     | -                              | -                              | -                              | 2                    | -                    | 34    | 7     |
| 2004-2005             | Cardiff City               | Championship          | 28          | 3           | 3                     | -                     | -                              | -                              | -                              | 4                    | -                    | 35    | 3     |
| 2004-2005             | Wigan Athletic             | Championship          | 11          | -           | -                     | -                     | -                              | -                              | -                              | 4                    | -                    | 15    | 0     |
| 2005-2006             | Wigan Athletic             | Premier League        | 35          | -           | 7                     | -                     | -                              | -                              | -                              | 2                    | -                    | 44    | 0     |
| 2006-2007             | Wigan Athletic             | Premier League        | 2           | -           | -                     | -                     | -                              | -                              | -                              | 1                    | -                    | 3     | 0     |
| 2006-2007             | Sunderland AFC             | Championship          | 14          | 1           | -                     | -                     | -                              | -                              | -                              | -                    | -                    | 14    | 1     |
| 2007-2008             | Sheffield Wednesday (prêt) | Championship          | 23          | 2           | 2                     | -                     | -                              | -                              | -                              | -                    | -                    | 25    | 2     |
| 2008-2009             | Carlisle United            | League One            | 34          | 5           | 3                     | 1                     | -                              | -                              | -                              | -                    | -                    | 37    | 6     |
| 2009-2010             | Carlisle United            | League One            | 29          | 2           | 5                     | -                     | -                              | -                              | -                              | -                    | -                    | 34    | 2     |
| 2010-2011             | Carlisle United            | League One            | 1           | -           | -                     | -                     | -                              | -                              | -                              | -                    | -                    | 1     | 0     |
| Total sur la carrière | Total sur la carrière      | Total sur la carrière | 530         | 75          | 59                    | 7                     | -                              | -                              | -                              | 16                   | 1                    | 605   | 83    |

## Palmarès

### Palmarès en club
Sunderland
- Championnat d'Angleterre - Deuxième division
  - Vainqueur en 2006-2007

Stoke City
- Football League Trophy
  - Vainqueur en 1999-2000

Cardiff City
- Coupe de l'association de football du pays de Galles
- Vainqueur en 2001-2002

### Palmarès individuel
Graham Kavanagh a été élu dans la meilleure équipe de troisième division anglaise lors des saisons 1998-1999, 1999-2000, 2000-2001, 2001-2002 et 2002-2003. Il joue dans les rangs de Stoke City pour les trois premières saisons et de Cardiff City pour les deux dernières.